# Беляево (Калужская область)
Беляево — деревня в Юхновском районе Калужской области России. Административный центр сельского поселения «Деревня Беляево».
В 1949 году в деревне образование совхоза «Беляево» на базе военного подсобного хозяйства. Предприятие занималось производством мяса и молока. Численность работников совхоза составила 247 человек. Совхоз получил дальнейшее развитие и рост.

## География
Стоит на берегу реки Угра. На северо-западе располагается деревня Бельдягино, на востоке деревня — Строево, на юге находятся деревни Батино и Папаево.

## Население
| 2002 | 2010 |
| ---- | ---- |
| 411  | ↘306 |

## Инфраструктура
- Школа, клуб, библиотека и медпункт[4].

## Достопримечательности
- Музей Гжатского тракта[5] (Молодёжная улица, 16).